# Cosa brasiliensis
Cosa brasiliensis is een tweekleppigensoort uit de familie van de Philobryidae. De wetenschappelijke naam van de soort is voor het eerst geldig gepubliceerd in 1966 door Klappenbach.